# TNT Dutch Open 1998
Het Dutch Open van 1998 heet officieel TNT Dutch Open. Het golftoernooi maakt deel uit van de Europese PGA Tour en werd van 23-26 juli gespeeld op de Hilversumsche Golf Club, net als in 1997, toen Sven Strüver het Dutch Open won. 

## Top-10
| Nr | Winnaar          | Score | Score |
| -- | ---------------- | ----- | ----- |
| 1  | Stephen Leaney   | 266   | -18   |
| 2  | Darren Clarke    | 267   | -17   |
| T3 | Nick Price       | 268   | -16   |
| T3 | Lee Westwood     | 268   | -16   |
| 5  | Costantino Rocca | 270   | -14   |
| 6  | Peter Baker      | 271   | -13   |
| T7 | Ian Garbutt      | 273   | -11   |
| T7 | Iain Pyman       | 273   | -11   |
| T9 | Mark James       | 274   | -10   |
| T9 | Patrik Sjöland   | 274   | -10   |

1912 ··· 1972 · 1973 · 1974 · 1975 · 1976 · 1977 · 1978 · 1979 · 1980 · 1981 · 1982 · 1983 · 1984 · 1985 · 1986 · 1987 · 1988 · 1989 · 1990 · 1991 · 1992 · 1993 · 1994 · 1995 · 1996 · 1997 · 1998 · 1999 · 2000 · 2001 · 2002 · 2003 · 2004 · 2005 · 2006 · 2007 · 2008 · 2009 · 2010 · 2011 · 2012 · 2013 · 2014 · 2015 · 2016 · 2017 · 2018 · 2019 · 2020